# Åsa Lindhagen
Åsa Lindhagen (ur. 15 maja 1980) – szwedzka polityk i samorządowiec, działaczka Partii Zielonych, parlamentarzystka, od 2019 do 2021 minister.

## Życiorys
Z wykształcenia inżynier, absolwentka inżynierii przemysłowej. W 2008 ukończyła studia na Uniwersytecie w Linköping. Działała w organizacji Save the Children, później pracowała w branży doradczej.
Zaangażowała się w działalność polityczną w ramach Partii Zielonych. W 2012 została przewodniczącą grupy swojego ugrupowania w radzie miejskiej Sztokholmu. W latach 2014–2018 we władzach miejskich zajmowała się sprawami zabezpieczenia społecznego. W 2018 zasiadła w Riksdagu, zastępując w nim pełniącego funkcję rządową Pera Bolunda.
W styczniu 2019 weszła w skład drugiego gabinetu Stefana Löfvena jako minister równości płci. W lutym 2021 w tym samym rządzie przeszła na stanowiska ministra do spraw rynków finansowych i wiceministra finansów. Pozostała na tej funkcji również w utworzonym w lipcu 2021 trzecim gabinecie tegoż premiera. Urząd ten sprawowała do listopada 2021.
W wyborach w 2022 została wybrana do szwedzkiego parlamentu. W tym samym roku objęła też funkcję zastępczyni burmistrza Sztokholmu.